# Aníbal Tarabini
Roberto Aníbal Tarabini (4. srpna 1941, La Plata - 21. dubna 1997, Berazategui) byl argentinský fotbalový útočník. Zemřel při dopravní nehodě.

## Klubová kariéra
Profesionálně hrál za Estudiantes de La Plata, CA Temperley, CA Independiente, CA Boca Juniors, v Mexiku za CF Torreón a ve Francii za AS Monaco FC. V jihoamerickém Poháru osvoboditelů nastoupil ve 20 utkáních a dal 4 góly. V Poháru vítězů pohárů nastoupil ve 2 utkáních. V letech 1967 a 1970 získal s Independiente argentinský titul.

## Reprezentační kariéra
Za reprezentaci Argentiny nastoupil v 6 utkáních, ve kterých dal 1 gól. Byl členem týmu Argentiny na Mistrovství světa ve fotbale 1966, ale zůstal mezi náhradníky.